# Julius Illing
Julius William Illing (* 20. September 1816 in Bromberg; † 27. September 1893 in Charlottenburg) war ein deutscher Verwaltungsjurist und Autor von Verwaltungshandbüchern.

## Leben
Illing studierte Rechtswissenschaften an der Universität Bonn, wo er 1836 bis 1839 beim Corps Saxonia aktiv war. Nach Abschluss seiner Studien trat er in den preußischen Verwaltungsdienst und wurde 1844 Landrat des Kreises Mogilno. Ab 1850 war er bei den Regierungen in Koblenz, Düsseldorf und Arnsberg als Regierungs- und Oberregierungsrat sowie Vorsitzender des Spruchkollegiums für landwirtschaftliche Angelegenheiten tätig. 
Illing war sehr musikinteressiert und übernahm 1851 in Düsseldorf den Vorsitz des Verwaltungsausschusses des Allgemeinen Musikvereins, der sich insbesondere mit der Organisation der Niederrheinischen Musikfeste befasste. Auf diese Weise kam er in Kontakt mit Robert Schumann und anderen Musikern.
1873 wurde er vortragender Rat im Ministerium des Innern und im Nebenamt Mitglied des Disziplinarhofs für nichtrichterliche Beamte. Sein wichtigstes Arbeitsgebiet war das preußische Gefängniswesen. Er sorgte für die Hebung des Standes der Gefängnisbeamten, insbesondere für die Verbesserung der Lage der Unterbeamten durch Erstellung von Dienstwohnungen und Erhöhung des Einkommens. Auf seine Anregung hin wurde 1878 das Gesetz, betreffend die Unterbringung verwahrloster Kinder erlassen, auf dessen Grundlage bis Anfang der 1890er Jahre über 18.000 Kinder in Erziehungsheime eingewiesen wurden. Auch die Einrichtung von Kinderhorten in Berlin geht auf ihn zurück. Illing vertrat die preußische Regierung auf internationalen Strafanstaltskongressen in Stuttgart, Stockholm und St. Petersburg. Auch mit Militärangelegenheiten war er befasst. So war er Urheber eines neuen Prüfungsreglements für die Zulassung zum einjährig-freiwilligen Dienst. Am 1. Juni 1892 trat er in den Ruhestand.
1875 war Illing Vorsitzender bei den Verhandlungen zum Entwurf einer gemeinschaftlichen Verfassung für die deutschen Kriegervereine. Der Deutsche Kriegerbund ernannte ihn 1882 zum Ehrenmitglied.

## Veröffentlichungen
- Handbuch für preußische Verwaltungsbeamte im Dienste des Staates, der Kommunalverbände, der Korporationen und für Geschäftsleute/1., 2. und 3, Verfasser: Julius Illing; Georg Kautz[2]
- Handbuch für preußische Verwaltungsbeamte, Geschäftsmänner, Kreis- und Gemeindevertreter und Schöffen / Band 1. und 2. Verfasser: Julius Illing; Georg Kautz[3]
- Handbuch für Verwaltung und Wirtschaft im Reich und in Preussen, Verfasser: Julius Illing[4]

## Auszeichnungen
- Roter Adlerorden 2. Klasse mit Eichenlaub und Stern (1892)